# Rue Marosseïka
La rue Marosseïka (russe : У́лица Маросе́йка, de 1954 à 1990 rue Bogdan Khmelnitski) est une rue du centre de Moscou.

## Situation et accès
Elle s'étend de la Place Ilinskie Vorota (ru) à la rue Pokrovka dans le district Basmanny.
Elle est accessible par la station de métro Kitaï-gorod (métro de Moscou).

## Origine du nom
La rue Marosseïka est une partie de l'ancienne rue Pokrovskaïa et a pris son nom au XVIIe siècle d'après le palais de Petite Russie (en russe : Малороссийское подворье, malorossiïskoïe podvorie, marosseïka étant une contraction du diminutif malorosseïka) situé à l'angle des rues Marosseïka et Bolchoï Zlatooustinski, à l'emplacement des maisons no 9 et 11 actuelles. Les marchands, les diplomates, les ecclésiastiques et d'autres personnes de Petite Russie (désignation désuète de l'Ukraine) avaient l'habitude de séjourner dans le palais.

## Historique
Aux XVe – XVIe siècles, les jardins du tsar étaient situés autour de la rue Pokrovka ; la « route du tsar » le long de la rue Marosseïka vers Preobrajenskoïe et Izmaïlovo attirait la noblesse. En 1638, 62 des 83 maisons de la Marosseïka appartenaient à des représentants de familles de boyards. Au même moment, des étrangers s'installaient dans la rue. La réduction de la congrégation orthodoxe conduit le clergé à demander la protection de Mikhaïl Ier, et en 1643, un édit est publié qui interdit aux étrangers d'acheter des biens et ferme les lieux de culte luthériens. En 1652, Alexis Ier expulse tous les étrangers de la ville vers le faubourg allemand. À la fin du XVIIe siècle et au début du XVIIIe siècle, Artamon Matveïev, Ivan Miloslavski et Ivan Mazepa ont résidé rue Marosseïka.
Au XVIIe siècle, Marosseïka s'étendait jusqu'à Pokrovskie Vorota. L'ancienne rue Pokrovka a été divisée en Pokrovka et Marosseïka dans la première moitié du XIXe siècle (l'Atlas de 1853 montre la rue dans ses frontières actuelles).
Après les réformes de Pierre le Grand, les étrangers sont revenus rue Marosseïka. Une dynastie de marchands, les Lazarev (ru), qui est devenue le noyau de la communauté arménienne de Moscou, s'est installée dans l'actuelle rue Armianski. Le commandant militaire Roumiantsev, les princes Bariatinski et Saltykov vivaient rue Marosseïka. Cependant, après l'incendie de 1812 qui a détruit le côté sud de la rue, toutes les maisons ont été reprises par des marchands.
Dans les années 1900-1910, la rue Marosseïka a été remodelée par les architectes Illarion Ivanov-Schitz et Marian Lialevitch, mais la plupart des bâtiments conserve son apparence de la première moitié du XIXe siècle.
Le 6 janvier 1954, par résolution du Soviet de Moscou en commémoration du 300e anniversaire de la réunification de l'Ukraine et de la Russie, la rue Marosseïka a été rebaptisée rue Bogdan Khmelnitski. En 1990, la rue a retrouvé son nom historique.

## Bâtiments remarquables et lieux de mémoire
Côté impair :
|  |  |

- no 1/4 - Un des départements du Musée Polytechnique.
- no 3/13, bâtiment. 1 — Immeuble Ptitsevodsoïouz (ru) de style constructiviste[1] (1928—1929, architecte V. Tsvetaïev) [2].
- no 5 — Église Saint-Nicolas-des-Klionniki, 1657, clocher ajouté en 1749[3].
- no 5, bâtiment 2 - Maison du clergé de l'église Saint-Nicolas-des-Klionniki.
- no 7/8, Bâtiment 1 — Immeuble de la société d'impression, d'édition et de commerce du livre I. Sytine (1913—1914, architecte Adolf Erichson).
- no 9/2, Bâtiment 1-1А -Maison de rapport (1872, architecte Ivan Mironov ; 1896, architecte Ignati Zalesski[2]).
- no 9/2, Bâtiment 6 - Maison d'habitation (1816 ; 1893, arch. Illarion Ivanov-Schitz ; 1910, Pavel Chtchetinine). Patrimoine culturel protégé régional[2].
- no 9/2, Bâtiment 7, 8 — Maison municipale, XVIIIe siècle - début XXe siècle. (à la place d'un hôtel de Petite Russie en 1669-1730) [2]

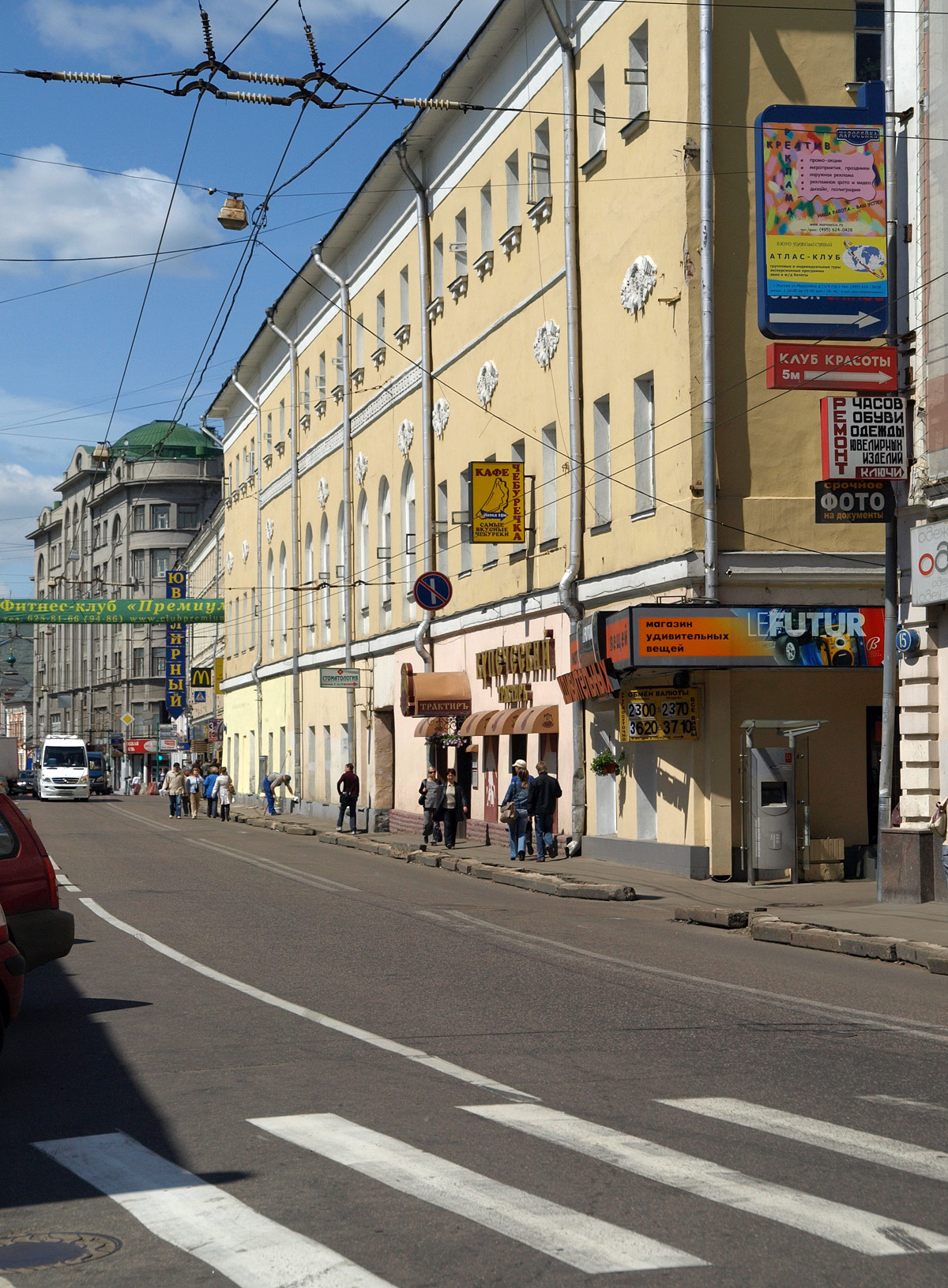
Maison no 11

- no 11, Bâtiment 1 — Maison Narychkine-Ragouzinski. À la fin du XVIIe siècle, Vassili Narychkine y construit des palais dont il restait encore des fragments de décoration de façade en 1950. En 1702, s'installe à cet emplacement le pasteur Johann Ernst Glück, mais après l'incendie de 1707 il doit partir vers un autre emplacement et l'immeuble passe aux mains du Serbe Savva Vladislavitch, qui y ajoute un deuxième étage. En 1764 la propriété passe aux mains de М. Cantemir (1703—1771), frère d'Antioche Cantemir. Vers 1801 le bâtiment est signalé comme propriété de Nicolas Repnine. En 1825 l'immeuble devient propriété de la Société impériale de philanthropie. Le décor baroque est supprimé et deux ailes sont ajoutées au bâtiment[3].
- no 11/4, bâtiment 2, 3 - Maison d'habitation pour les employés de la société philantropique impériale de Moscou (1875, architecte Henry Prang ; 1990 au deuxième étage se trouvait une chapelle privée. Patrimoine intéressant [2]
- no 13, bâtiment 1 - Maison de rapport A Lobzeva (1906, architecte Iakovlev). Patrimoine à conserver[2]
- no 13, bâtiment 2 et 3 — Maison de rapport A. Lobzeva (1905, architecte Ernest Nirnzee). Site du patrimoine culturel d'importance régionale[2].
- no 15, bâtiment 1 - Maison de rapport et magasin Е. Chelaguine (1873). Patrimoine intéressant[2]
- no 17/6 bâtiment 1 - L'immeuble connu sous le nom de maison de Piotr Alexandrovitch Roumiantsev, a été construit dans un style de transition entre le baroque et le classicisme dans les années 1780 pour M. Khlebnikov commanditaire de l'église des Saints-Côme-et-Damien-sur-la-Marosseïka ; En 1793 il est vendu au maréchal Piotr Roumiantsev qui l'occupe jusque 1840. Elle passe alors aux mains du marchand Gratchiov. En 1912, s'y installe une filiale de la société Siemens-Choukert. Aujourd'hui c'est l'ambassade de Biélorussie à Moscou qui occupe l'immeuble[4]. La plupart des chercheurs attribuent la paternité de la maison aux architectes Vassili Bajenov et Matveï Kazakov[3],[5]. En 1880, l'immeuble a été transformé par l'architecte Gueorgui Kaïzer.
- no 17/6, Bâtiment 2 - maison de rapport (1871 ; 1877 ; 1925 ; 1946, architecte Filip Ovtchinikov ; 1990)[2].

Côté pair :
|  |  |

- no 2/15, - Maison Razoumovska (ru), (fin du XVIIIe siècle — milieu du XIXe siècle, architecte Vassili Balachov, et Adolphe Knabe)[2]. En 1812, la maison est occupée par le maréchal de France Édouard Mortier, nommé par Napoléon Bonaparte gouverneur de Moscou ; puis en 1826, par le chef de district de Moscou Grigori Khomoutov[6].
- no 2/15, Bâtiment 1 - dépendance résidentielle de la propriété municipale de V Razoumovska — V. Popova — Eremeïev comprenant des locaux commerciaux (1790 ; 1800 — 1810 ; 2e moitié du XIXe siècle)[2].
- no 2/15, bâtiment 1 - maison de rapport du marchand Eremeïev avec des chambres et un hôtel (1852—1854)[2].
- no 4/2, bâtiment 1 (à l'angle de la ruelle Bolchoï Spassoglinichtchevski - maison d'habitation de marchand — maison de rapport Eremeïev (fin XVIIIe siècle (?), 1817, 1878).
- no 6-8, bâtiment 1 - maison de rapport avec des étals, début XIXe siècle-début du XXe siècle [2].
- no 6-8, bâtiment 1 — maison principale de la propriété municipale Saltykov (1760-1770)[2].
- no 10 - maison de rapport R. Von Kolbe (1882, architecte Nikolaï Karneiev; 1899, architecte Iouditski Edmund). Le physicien russe réputé Piotr Lebedev a vécu dans cette maison.
- no 10/1, bâtiment 3, - maison d'habitation (1930, architecte M. Babitski)[2]. Dans le cadre de l'initiative citoyenne Dernière adresse des plaques commémoratives portant les noms de l'employé G. Rubinstein ont été apposées sur la maison[7], du soldat G. Kilatchitski et du chauffeur G Chreiber-Altman[8], fusillés pendant les années de la répression staliniste.
- no 12, bâtiment 1 - Maison de la manufacture russo-américaine du caoutchouc : Le Triangle (1914-1916, architecte Marian Lialevitch[2]). Après la révolution d'Octobre (1917) le bâtiment a été utilisé pour l'administration celle de Rezinotrust, puis successivement celle de l'Institut de recherche de l'industrie du caoutchouc de Moscou, celle du ministère de l'industrie chimique d'URSS, du ministère de la répression de la délinquance fiscale, du service de la fédération de Russie de contrôle des drogues et finalement, aujourd'hui, la maison est occupée par la Garde nationale (Russie).
- no 14/2, bâtiment 3, - Église des Saints-Côme-et-Damien-sur-la-Marosseïka (1791—1793, architecte Matveï Kazakov). Terminée en 1803[2].

### La rue dans la littérature et dans l'art
- Chez Piotr Viazemski la rue Marosseïka est un symbole de la vieille Rus' :

« Rus' dans sa belle coiffe kika rouge et douillette,

C'est comme si pour cent ans,

Elle vivait rue Marosseïka,

Puisque d'ici l'Europe il n'y a pas d'affaires. »

- Dans le roman Guerre et Paix, Léon Tolstoï écrit : « Au coin de la rue Maroseïka, à la grande maison aux volets verrouillés, avant l'arrivée des Français, les maîtres sont venus faire les comptes, mais le patron a déjà quitté les lieux.»
- Le poète Semion Kirsanov joue avec le nom de la rue (et sa connotation ukrainienne) dans le poème Septembre (1925).
- Les exploits de la police des impôts du FSNP dont les bureaux ont été installés au no 12 dans la rue ont inspiré les créateurs de la série télévisée Morosseïka 12.
- Dans le film soviétique Le Dingo un chien sauvage » de cette rue mais d'un numéro qui n'existe pas arrive une lettre pour l'héroïne Tania (interprétée par Galina Polskikh).